# Avia BH-29

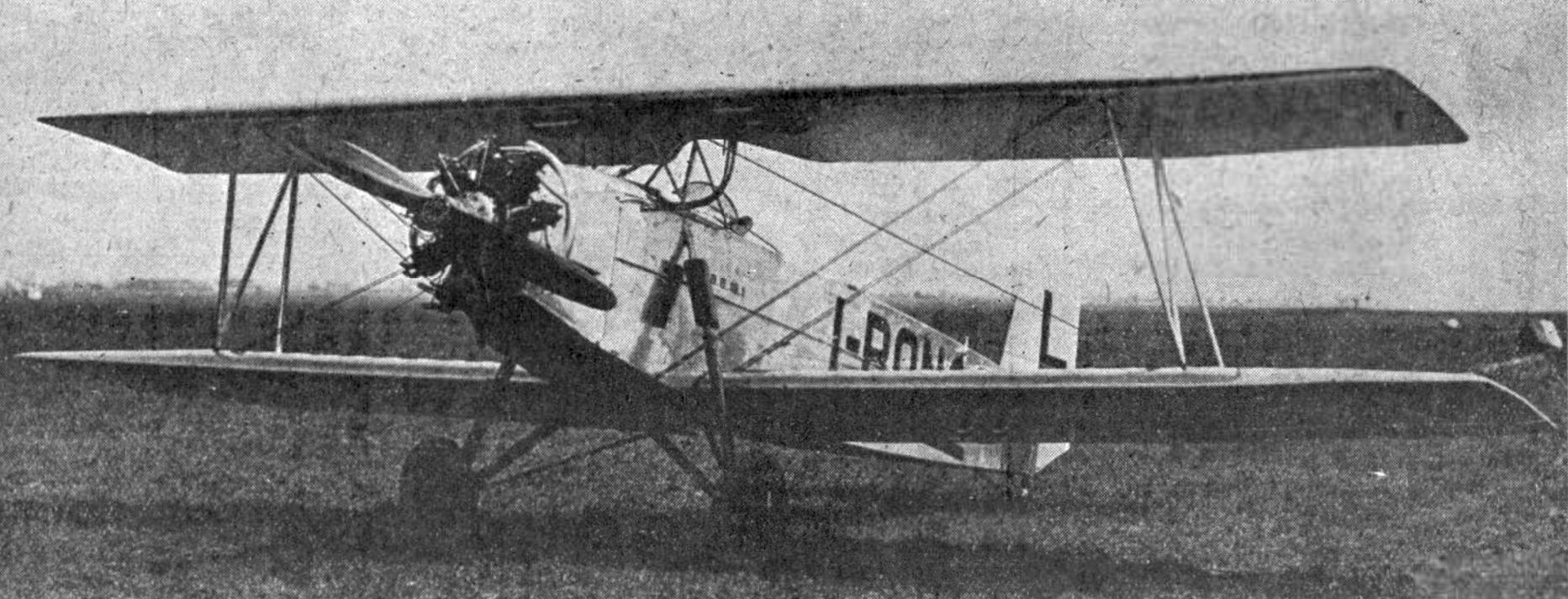
Avia BH-29

De Avia BH-29 is een Tsjechoslowaaks dubbeldekker lesvliegtuig gebouwd door Avia. De BH-29 is ontworpen door Pavel Beneš en Miroslav Hajn en vloog voor het eerst in het jaar 1927. De BH-29 was bedoeld als lesvliegtuig voor zowel de Tsjechoslowaakse luchtmacht als ČSA. Toen er geen interesse werd getoond in de BH-29 besloot Avia het toestel met een promotietour te tonen in achttien Europese landen. Ook dit resulteerde niet in kopers. Slechts een handvol BH-29’s werden er gebouwd.

## Specificaties
- Bemanning: 2, een leerling en een instructeur
- Lengte: 7,40 m
- Spanwijdte: 9;80 m
- Vleugeloppervlak: 25,0 m2
- Leeggewicht: 830 kg
- Volgewicht: 1 090 kg
- Motor: 1× Walter NZ-85 stermotor, 85 kW (63 pk)
- Maximumsnelheid: 90 km/h
- Vliegbereik: 600 km
- Plafond: 4 000 m
- Klimsnelheid: 2,5 m/s